# Mugilogobius zebra
Mugilogobius zebra es una especie de peces de la familia de los Gobiidae en el orden de los Perciformes.

## Morfología
Los machos pueden llegar a alcanzar los 2,9 cm de longitud total.

## Distribución geográfica
Se encuentra al norte de Sulawesi (Indonesia ).

## Observaciones
Es inofensivo para los humanos.